# Trzebiechowo (województwo zachodniopomorskie)
Trzebiechowo (niem. Buchwalde) – osada w Polsce, położona w województwie zachodniopomorskim, w powiecie szczecineckim, w gminie Szczecinek.
Duże założenie z pałacem, budynkami gospodarczymi i parkiem, położone nad jeziorem Trzebiechowo. Neogotycki pałac z końca XIX w. usytuowany jest nad samym jeziorem. Na zachód i południe od pałacu rozciąga się park naturalistyczny z 600-letnim dębem, przechodzący w las. W 2 połowie XIX w. właścicielami tego rycerskiego majątku była rodzina von Krause, dzięki której powstało to założenie.
Neogotycki kościół pw. Matki Boskiej Częstochowskiej z XIX wieku.
W Meyers Buchwalde to nieruchomość gruntowa, dobro rycerskie (Rittergut, Landed Estate), kilka podległych folwarków, 365 mieszkańców.